# Camponotus abscisus
Camponotus abscisus är en myrart som beskrevs av Julius Roger 1863. Camponotus abscisus ingår i släktet hästmyror, och familjen myror. Inga underarter finns listade.